# Arenys de Mar
Pour les articles homonymes, voir Arenys.
Arenys de Mar est une commune de la province de Barcelone, en Catalogne, en Espagne, de la comarque de Maresme

## Géographie
Commune située en bord de mer Méditerranée

## Personnalités
- Cristina Fernández Cubas (1945-), écrivaine espagnole, née à Arenys de Mar ;
- Cesc Fàbregas, joueur de football.

## Arenys de Mar dans l'Art

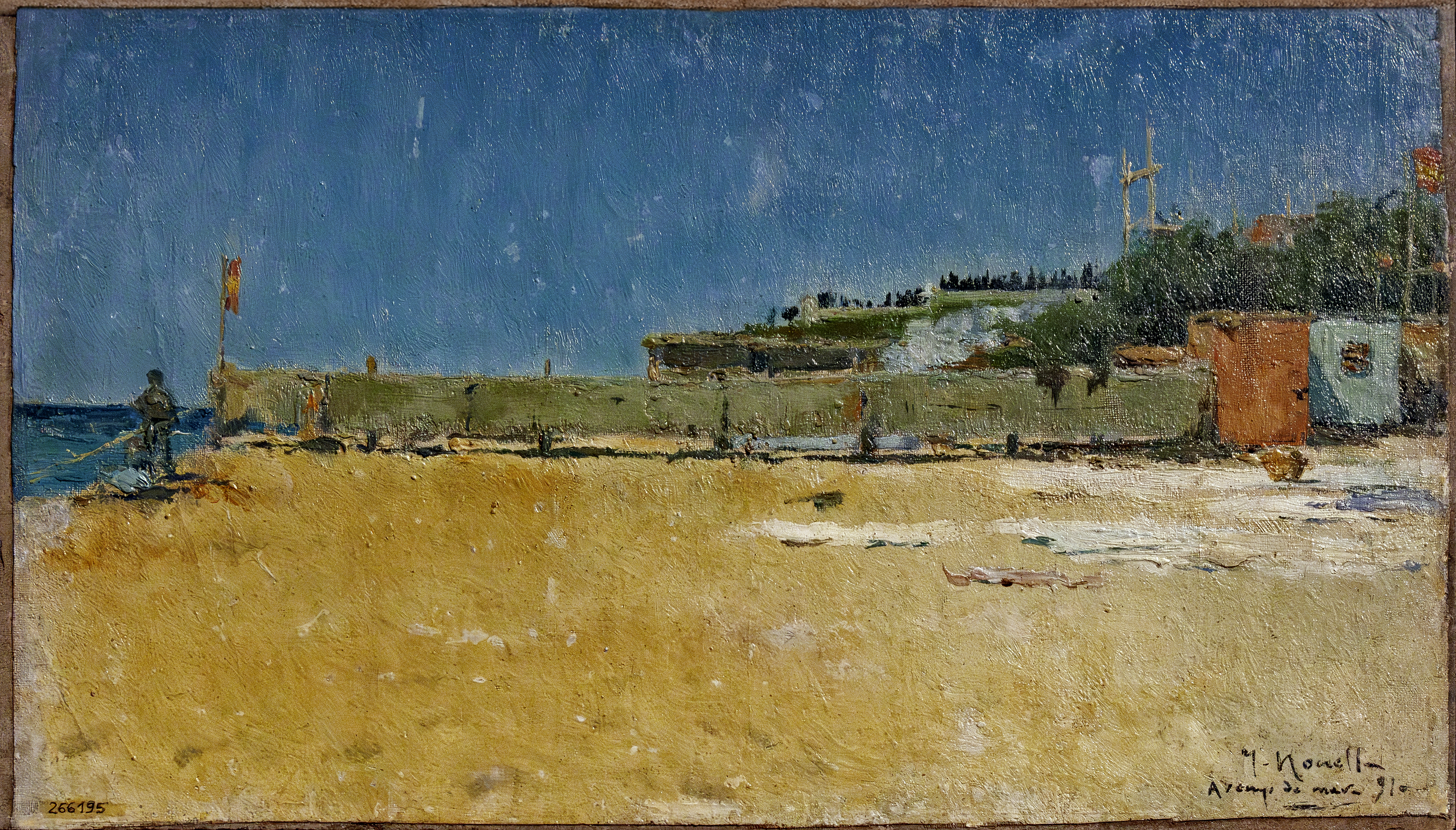
Arenys de Mar par Isidre Nonell MNAC

## Jumelage
- Auterive (France)